# NiceHash
NiceHashは、スロベニアのマリボルに本社を置く、主に暗号資産のマイニングに使用するハッシュパワーを取引するサービス、およびそれを運営する会社の名称である。

## 概要
NiceHashは、暗号資産のマイニングに用いる演算資源を取引するサービスである。ユーザーは買い手と売り手に分かれ、買い手はマイニングしたい暗号資産とプールを選択し、マイニングする時間に応じた料金を支払うとNiceHashに接続されている売り手のコンピュータでマイニングされた暗号資産のほとんどが買い手に提供される。そのマイニングを行うのが売り手で、売り手は「NiceHash Miner」をダウンロードするかマイニングソフトウェアにNiceHashの提供するURLやユーザー名を設定することで、NiceHashに演算資源を提供する。売り手には報酬としてビットコインが支払われる。売り手から見ると、あたかもマイニングプールを用いて暗号資産をマイニングしているかのように見える。

## 売り手の踏む手順
1. NiceHashにユーザー登録し、ソフトウェアをダウンロードする。
2. PC上でソフトウェアを実行し、主にGPUでマイニングを行う。別途ソフトウェアを準備するとASICでのマイニングも可能。
3. NiceHashに提供した演算資源に応じて、NiceHash内のウォレットにビットコインが貯まっていく。
4. 1satoshi単位、最低0.001BTCからウォレットに出金ができる。

## ハッキング事件
2017年12月6日、NiceHashが保有するビットコインおよそ4700BTCがハッキングにより流出する事件が発生した。しかも、ビットコインの台帳であるブロックチェーンにより盗まれたコインの動きがわかったため、NiceHashのセキュリティ不足に注目が集まった。2017年12月21日、当時のCEOであったMarkoKobalはNiceHashのCEOを辞任した。その日、同社はサービスを再開した。NiceHashは暗号資産を盗まれたユーザーに返済プログラムによって盗まれた暗号資産の払い戻しを行い、2020年12月16日までに全額が払い戻された。